# Abubakr Al Abaidy
Abubakr Al Abaidy (ar. أبوبكر رجب العبيدى; ur. 27 października 1981) – libijski piłkarz grający na pozycji pomocnika. Od 2006 roku jest zawodnikiem klubu Al-Nasr Benghazi.

## Kariera klubowa
Karierę piłkarską Al Abaidy rozpoczął w klubie Al-Nasr Benghazi. W jego barwach zadebiutował w pierwszej lidze libijskiej. W 2003 roku zdobył z Al-Nasr Puchar Libii. W sezonie 2004/2005 grał w Al-Ahly Trypolis, a w sezonie 2005/2006 – w Al-Hilal Benghazi. Latem 2005 wrócił do Al-Nasr. W 2010 roku zdobył z nim Puchar Libii.

## Kariera reprezentacyjna
W reprezentacji Libii Al Abaidy zadebiutował w 2005 roku. W 2012 roku został powołany do kadry na Puchar Narodów Afryki 2012.